# Opperbeek (beek)
De Opperbeek (Frans: Opprebais) is een beek gelegen in de provincie Waals-Brabant in België. Het is een zijbeek van de Grote Gete. Aan deze beek is het gelijknamige dorp Opperbeek gelegen.